# 中国驻挪威大使列表
本列表为中華民國和中華人民共和國驻挪威历任大使名录。

## 历任中国驻挪威大使

### 中华民国驻挪威公使（1920年－1943年）
1920年5月27日，中华民国设立驻挪威公使馆，并开始派遣驻挪威公使，由驻瑞公使兼任。1940年8月1日，因德军入侵挪威而闭馆。1943年7月，两国升格为大使级外交关系，并在挪威流亡政府所在地伦敦设立大使馆。
| 姓名   | 任命           | 到任           | 递交国书       | 免职           | 离任           | 外交衔级       | 外交职务     | 备注     | 备注 |
| ------ | -------------- | -------------- | -------------- | -------------- | -------------- | -------------- | ------------ | -------- | ---- |
| 章祖申 | 1920年10月3日  |                |                | 1922年6月17日  |                | 公使           | 特命全权公使 | 驻瑞典兼 |      |
| 朱诵韩 |                |                |                | 1922年2月16日  |                | 二等秘书       | 临时代办     |          |      |
| 萧永熙 | 1922年2月16日  |                |                | 1922年5月29日  |                | 二等秘书       | 临时代办     |          |      |
| 余祐蕃 | 1922年6月2日   |                |                | 1922年2月16日  |                | 参事衔一等秘书 | 临时代办     |          |      |
| 戴陈霖 | 1922年6月16日  |                | 1922年12月13日 | 1925年10月24日 |                | 公使           | 特命全权公使 | 驻瑞典兼 |      |
| 曾宗鉴 | 1926年2月23日  |                |                |                |                | 公使           | 特命全权公使 | 驻瑞典兼 |      |
| 诸昌年 | 1929年2月27日  | 1929年12月1日  | 1929年12月3日  | 1934年2月1日   |                | 公使           | 特命全权公使 | 驻瑞典兼 |      |
| 宋善良 | 1930年3月17日  | 1930年8月25日  |                |                | 1932年10月26日 | 二等秘书       | 临时代办     |          |      |
| 王兆俊 | 1932年10月19日 | 1932年10月26日 |                |                | 1934年3月20日  | 三等秘书       | 临时代办     |          |      |
| 王念祖 | 1934年3月14日  | 1934年3月20日  |                |                | 1937年3月5日   | 二等秘书       | 临时代办     |          |      |
| 王景岐 | 1936年5月19日  | 1936年10月12日 |                | 1938年10月21日 |                | 公使           | 特命全权公使 | 驻瑞典兼 |      |
| 罗怀   | 1936年12月26日 | 1937年3月5日   |                |                | 1937年8月23日  | 一等秘书       | 临时代办     |          |      |
| 谢维麟 | 1938年10月21日 | 1939年2月4日   | 1939年2月7日   | 1943年8月31日  |                | 公使           | 特命全权公使 | 驻瑞典兼 |      |
| 雷孝敏 | 1937年6月19日  | 1937年8月23日  |                |                | 1940年7月21日  | 一等秘书       | 临时代办     |          |      |

### 中华民国驻挪威大使（1943年－1950年）
1943年7月17日，中华民国驻挪威公使馆升格为大使馆，驻伦敦。1945年9月25日，在挪威首都奥斯陆恢复大使馆。1950年1月，中华民国与挪威断交，并于1月14日关闭驻挪威大使馆。
| 姓名   | 任命          | 到任          | 递交国书      | 免职          | 离任          | 外交衔级       | 外交职务     | 备注       | 备注 |
| ------ | ------------- | ------------- | ------------- | ------------- | ------------- | -------------- | ------------ | ---------- | ---- |
| 钱泰   | 1943年8月31日 | 1943年9月8日  |               | 1944年9月6日  |               | 大使           | 特命全权大使 | 驻比利时兼 |      |
| 金问泗 | 1944年9月6日  | 1944年9月15日 | 1944年9月29日 | 1949年10月5日 |               | 大使           | 特命全权大使 | 驻荷兰兼   |      |
| 邵挺   | 1945年6月10日 | 1945年9月25日 |               | 1946年8月24日 |               | 二等秘书       | 临时代办     |            |      |
| 雷孝敏 | 1946年2月7日  | 1946年8月24日 |               |               | 1950年1月14日 | 参事衔一等秘书 | 临时代办     |            |      |

### 中华人民共和国驻挪威大使（1954年至今）
1954年10月5日，中华人民共和国与挪威建交，开始派遣驻挪威大使。
| 姓名   | 任命           | 任命          | 到任          | 递交国书      | 免职           | 免职          | 离任           | 外交衔级 | 外交职务     | 备注 |
| 姓名   | 全国人大常委会 | 主席          | 到任          | 递交国书      | 全国人大常委会 | 主席          | 离任           | 外交衔级 | 外交职务     | 备注 |
| ------ | -------------- | ------------- | ------------- | ------------- | -------------- | ------------- | -------------- | -------- | ------------ | ---- |
| 王幼平 | 1954年10月16日 | 1954年12月9日 | 1955年6月1日  | 1955年6月6日  | 1958年3月7日   | 1958年4月2日  | 1958年4月      | 大使     | 特命全权大使 |      |
| 徐以新 | 1958年3月7日   | 1958年4月2日  | 1958年5月     | 1958年5月20日 | 1961年12月25日 | 1962年2月28日 | 1962年2月      | 大使     | 特命全权大使 |      |
| 秦力真 | 1961年12月25日 | 1962年2月28日 | 1962年4月12日 | 1962年4月26日 | 1964年12月19日 | 1965年1月30日 | 1964年12月25日 | 大使     | 特命全权大使 |      |
| 冯于九 | 1964年12月19日 | 1965年1月30日 | 1965年3月8日  | 1965年3月18日 | 不適用         | 不適用        | 1967年7月      | 大使     | 特命全权大使 |      |
| 刘明华 | 不適用         | 不適用        | 1967年7月     | 不適用        | 不適用         | 不適用        | 1971年2月      |          | 临时代办     |      |
| 郝德青 | 不適用         | 不適用        | 1971年2月10日 | 1971年2月18日 | 不適用         | 不適用        | 1972年8月      | 大使     | 特命全权大使 |      |
| 曹春耕 | 不適用         | 不適用        | 1972年9月16日 | 1972年9月21日 | 1977年10月24日 | 不適用        | 1976年12月21日 | 大使     | 特命全权大使 |      |
| 刘述卿 | 1976年12月2日  | 不適用        | 1977年5月     | 1977年5月12日 | 1980年2月12日  | 不適用        | 1980年3月      | 大使     | 特命全权大使 |      |
| 丁国钰 | 1980年8月26日  | 不適用        | 1980年8月     | 1980年8月21日 | 1982年11月19日 | 不適用        | 1982年11月     | 大使     | 特命全权大使 |      |
| 张永宽 | 1983年5月9日   | 不適用        | 1983年8月9日  | 1983年8月23日 | 1986年6月25日  | 1987年1月3日  | 1986年12月     | 大使     | 特命全权大使 |      |
| 李宝城 | 1986年6月25日  | 1987年1月3日  | 1987年1月     | 1987年1月13日 | 1989年7月6日   | 1990年2月8日  | 1989年12月     | 大使     | 特命全权大使 |      |
| 王桂新 | 1989年7月6日   | 1990年3月11日 | 1990年4月     | 1990年4月26日 | 1993年7月2日   | 1994年2月2日  | 1993年12月     | 大使     | 特命全权大使 |      |
| 朱应鹿 | 1993年7月2日   | 1994年2月2日  | 1994年2月     | 1994年3月1日  | 1998年4月29日  | 1998年6月23日 | 1998年6月      | 大使     | 特命全权大使 |      |
| 马恩汉 | 1998年4月29日  | 1998年6月23日 | 1998年6月     | 1998年6月16日 |                | 2003年1月29日 | 2002年12月     | 大使     | 特命全权大使 |      |
| 陈乃清 |                | 2003年1月29日 | 2003年1月     | 2003年2月12日 | 2006年12月29日 | 2007年4月20日 | 2007年3月      | 大使     | 特命全权大使 |      |
| 高建   | 2006年12月29日 | 2007年4月20日 | 2007年4月16日 | 2007年4月26日 | 2009年4月24日  | 2009年9月14日 | 2009年6月      | 大使     | 特命全权大使 |      |
| 唐国强 | 2009年4月24日  | 2009年9月14日 | 2009年9月12日 | 2009年9月17日 | 2011年8月26日  | 2012年5月16日 | 2012年3月      | 大使     | 特命全权大使 |      |
| 赵军   | 2011年8月26日  | 2012年5月16日 | 2012年5月18日 | 2012年5月22日 | 2015年12月27日 | 2016年3月30日 | 2016年3月      | 大使     | 特命全权大使 |      |
| 王民   | 2015年12月27日 | 2016年3月30日 | 2016年3月29日 | 2016年4月14日 | 2019年1月30日  | 2019年7月4日  | 2019年2月      | 大使     | 特命全权大使 |      |
| 易先良 | 2019年4月23日  | 2019年7月4日  | 2019年7月1日  | 2019年8月29日 | 2022年10月30日 | 2023年2月13日 | 2022年12月     | 大使     | 特命全权大使 |      |
| 侯悦   | 2022年10月30日 | 2023年2月13日 | 2023年1月19日 | 2023年1月26日 | 现任           |               |                | 大使     | 特命全权大使 |      |